# Paninaro

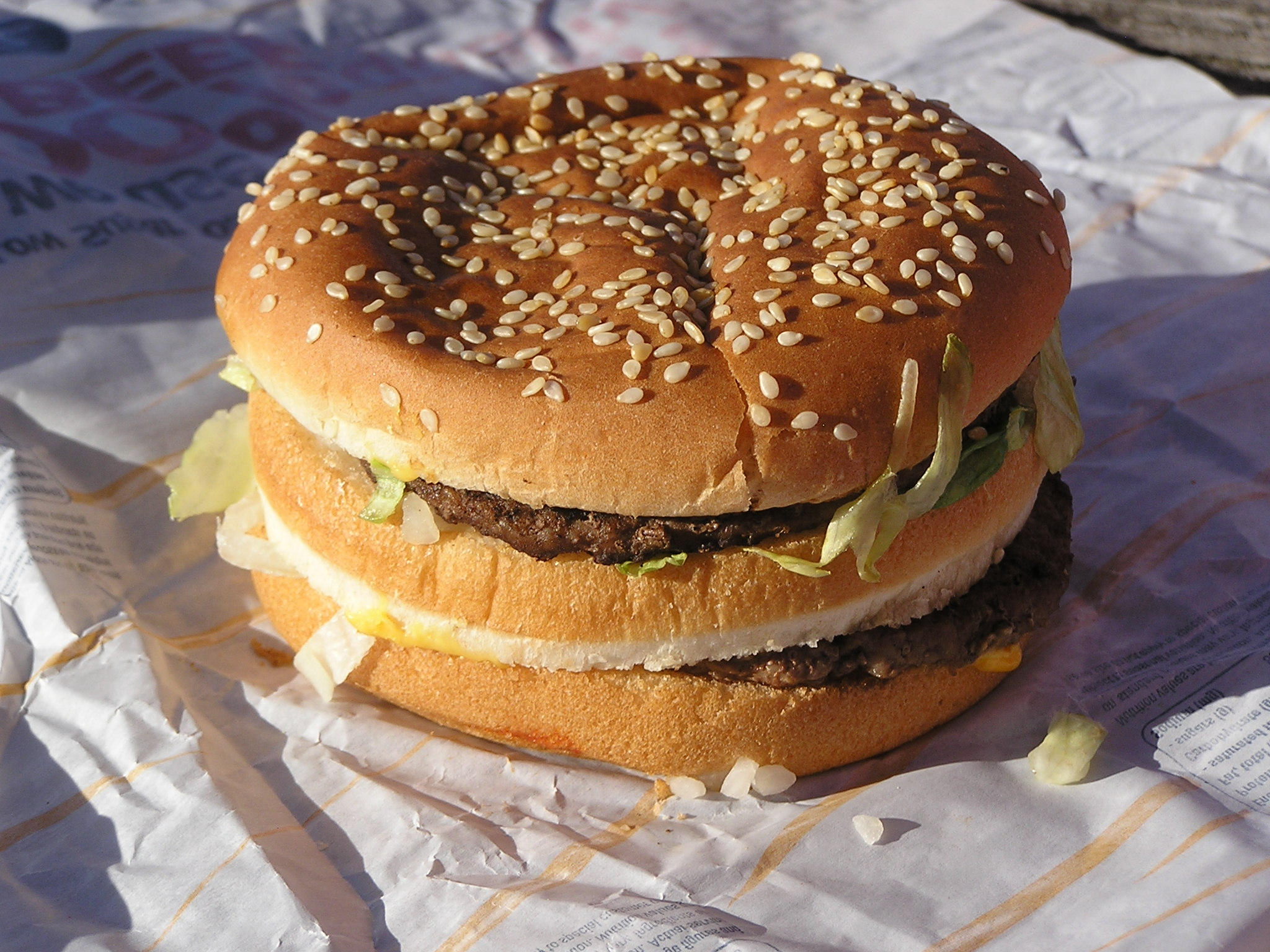
Una hamburguesa de comida rápida en pan de sésamo, el tipo de comida que se servía en Al Panino.

Paninaro es una denominación que identificó a un grupo de jóvenes que comenzaron reuniéndose en el bar Al Panino (En el Bocadillo) en Via Agnello, en Milán, durante comienzos de la década de 1980. Posteriormente se reunían en la Piazza San Babila, donde se encontraba el primer restaurante de la cadena de comidas rápidas "Burghy". Esta subcultura no tenía orientación política y estaban obsesionados por la moda y la cultura americana, en marcado contraste con las generaciones comprometidas políticamente de las décadas de 1960 y 1970.
El movimiento paninaro se desarrolló conjuntamente con el hedonismo de la década de 1980, impulsado por la reaganomía, el thatcherismo y el liberalismo desregulado, y captó particularmente a los hijos de profesionales acomodados que ocupaban el espacio entre las familias de los asalariados y las de altos recursos.
También fue reforzado por la difusión por los canales de televisión de mensajes consumistas y que proponían un modelo de autoafirmación basado en la adquisición de símbolos de estatus. En particular la red Italia 1 explícitamente apuntaba a la juventud.
El movimiento paninaro también se difundió en algunos países europeos, y es inmortalizado en la canción de 1986 "Paninaro" de los Pet Shop Boys, que satiriza la estética y consumos.